# Lápi hízóka
A lápi hízóka (Pinguicula vulgaris) a rencefélék családjába tartozó, lápi húsevő növény, nitrogénigényét ragadós leveleihez tapadó apró rovarokból fedezi. Magyarországon is honos, de élőhelye fogyatkozása miatt kipusztulóban van.

## Megjelenése
A lápi hízóka 10–20 cm magas, tőlevélrózsás, lágyszárú évelő növény. Elliptikus vagy fordítottan tojásdad, húsos, épszélű, világoszöld levelei a talajon rozettát alkotnak. Felületük nyálkásan fénylő, tapintásra ragadós és egészen apró mirigyszőrökkel borított. A levelek hossza 2–4 cm, szélessége 0,6–2 cm. A növény a telet a talajban lévő, hagyma formájú rügyben vészeli át.
Május-júniusban virágzik. Virága 10–20 cm hosszú, vékony, levéltelen, mirigyszőrös szár végén nyílik. A virág kétoldalian szimmetrikus, zigomorf, színe halványkék, ibolyaszín vagy akár sötétlila. Átmérője 15–25 mm. A felső ajak két-, az alsó háromkaréjos. Hátsó részén hosszú, lefelé ívelő sarkantyút növeszt. A virág belső része kifehéredő, mirigyszőrös.
Termése sárgásbarna, tojásdad toktermés, benne találhatóak a szél által terjesztett, nagyon apró magvai.
Hasonló faj a havasi hízóka (Pinguicula alpina), de annak virága fehér.

## Elterjedése és életmódja
Széles elterjedésű faj, az egész északi félgömb mérsékelt övében megtalálható, európai centrummal. Európa nagy részén előfordul – de elsősorban északon, a Mediterráneumban ritka –, továbbá megtalálható az Egyesült Államokban, Kanadában, Grönlandon, illetve a Távol-Keleten Japánban és a Kuril-szigeteken is. Életterének visszaszorulása miatt száma sok helyütt csökkenőben van. Magyarországon jégkorszaki reliktumfajnak számít, de kipusztulóban van, biztosan csak Sopron mellett a Fertő–Hanság Nemzeti Park területén él még. Korábban előfordult Bozsok, Tata, Hegykő, Lesenceistvánd, Zalaszentmihály és Mikepuszta mellett, illetve a Hanságban, de ezekről a helyekről már eltűnt.
A lápi hízóka a mocsaras rétek, tőzeglápok, üde láprétek növénye. A nyílt, napfényes területeken található meg. A talaj szempontjából igénytelen, de az fontos, hogy az állandóan nedves legyen. A nitrogénben szegény talaj miatt különleges rovarfogási módszert fejlesztett ki, levelei ragadós felszínére a kisebb rovarok odaragadnak, amit a növény a kibocsátott emésztőenzimekkel felold.

## Rovarfogása
Levelei felső felszínét kétféle mirigy borítja: a 16-sejtes nyeles mirigyek és a 8-sejtes ülőmirigyek, összesen kb. 40 ezer levelenként. Számuk a levél széle felé egyre növekszik. A nyeles mirigyek szolgálnak az apró rovarok megfogására, ragadós cseppet termelnek. A folyadékkibocsátásuk a rovar érintésére fokozódik, amíg az teljesen csapdába nem esik. Egyidejűleg a mechanikai inger hatására a levelek széle felfelé begöngyölődik, hogy teljesen körbevegye a zsákmányt és megakadályozza menekülését vagy az eső általi lemosását. A göngyölődést bármilyen kisebb tárgy levélre esése is kiváltja, de ha nem követi kémiai inger is, akkor rövid idő múlva újra kisimul. Az emésztőenzimeket az ülőmirigyek bocsátják ki olyankor, ha kívülről nyomás éri őket. A rovar emésztése mérettől függően 1-3 napig tart és az elfolyósodott tartalmát a szintén a mirigyeken található apró réseken szívja be a levél belsejébe. Egy levél csak két-három alkalommal képes összecsavarodni és az idős levelek elveszítik ezt a képességüket. A hízókák rovarok zsákmányolása nélkül is képesek életben maradni.

## Tartása dísznövényként
A lápi hízóka dísznövényboltokban beszerezhető és lakásban cserépben tartható (a vadon élő példányokat ne gyűjtsük be, azok fokozottan védettek és leszedésük, kiásásuk súlyos pénzbüntetéssel jár). Viszonylag igénytelen, de a földje állandó nyirkosságát elvárja. A hűvösebb hőmérsékletet kedveli, télen 10C° is elég neki, ilyenkor kevesebb vizet is igényel. Tavasztól őszig a cserepét legjobb állandóan klórmentes vízben tartani. A legkedvezőbb, ha tőzegbe ültetve, floráriumban tartják, ahol a magas páratartalom miatt kevesebb öntözésre van szüksége. Tápoldatozni nem szabad, mert elrohadnak a gyökerei.
A lápi hízóka Magyarországon fokozottan védett, természetvédelmi értéke 100 000 Ft.

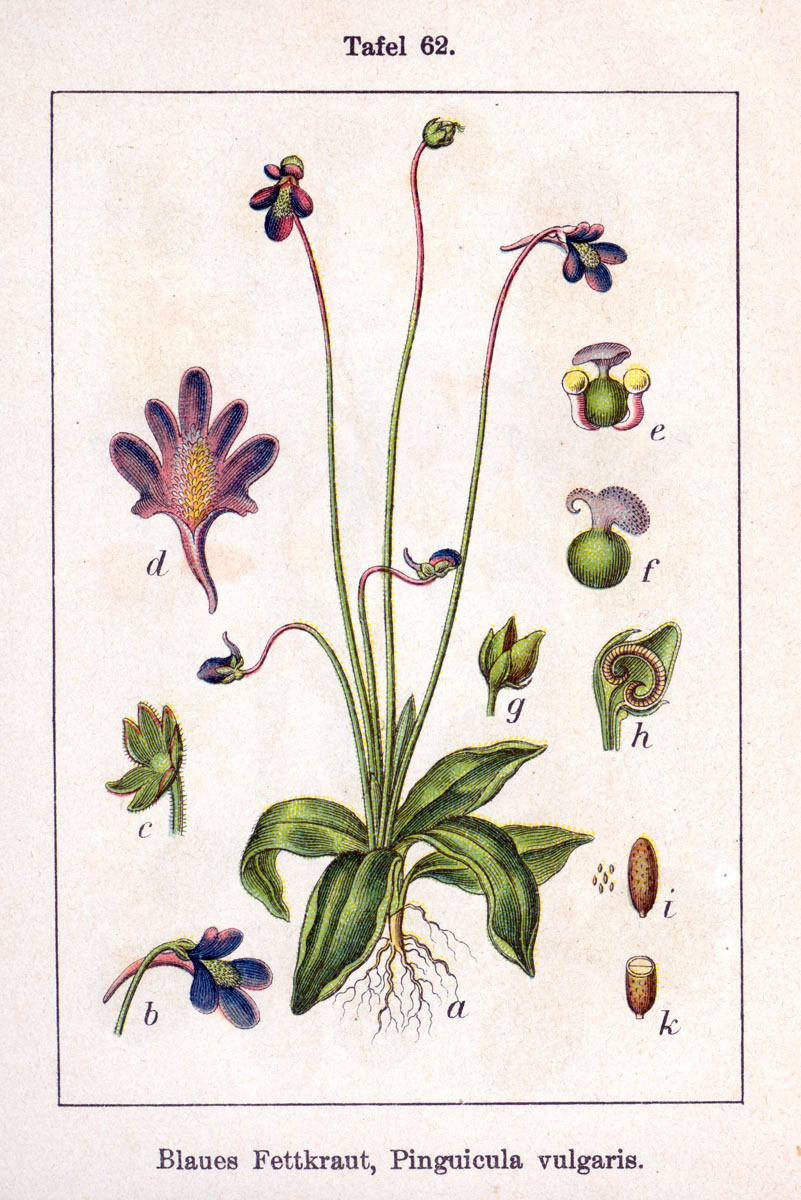
Lápi hízóka (Deutschlands Flora in Abbildungen, 1796)
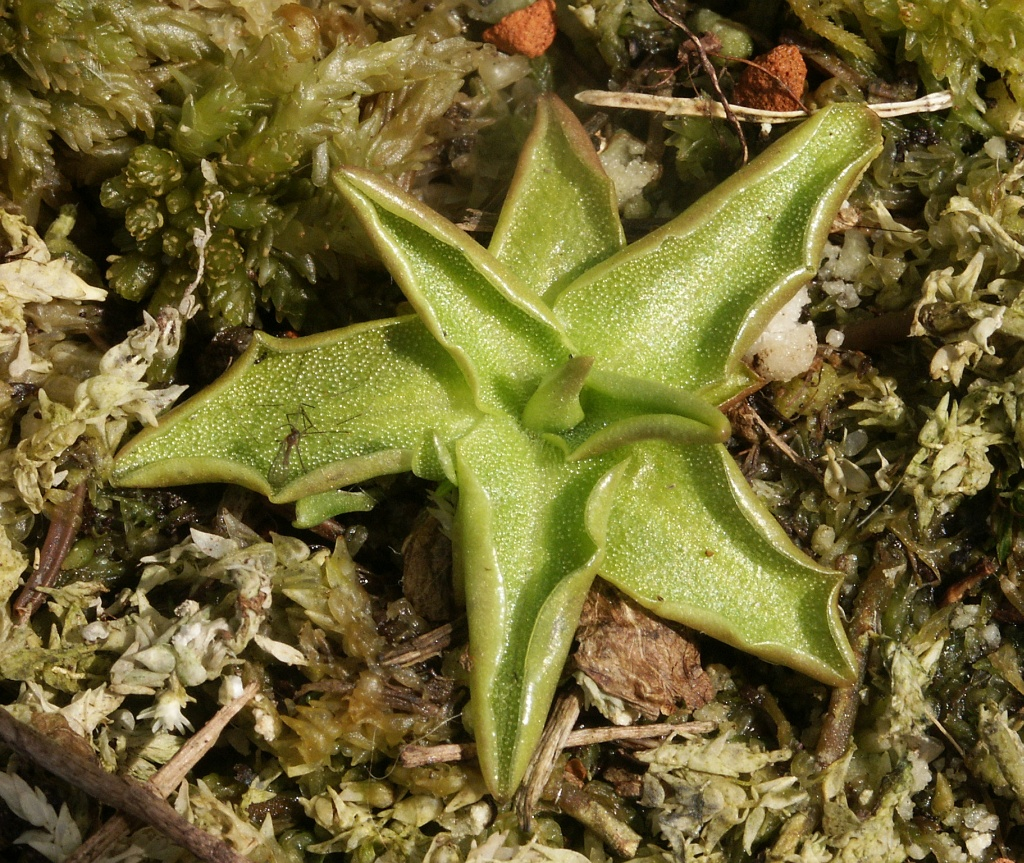
Tőlevélrózsája
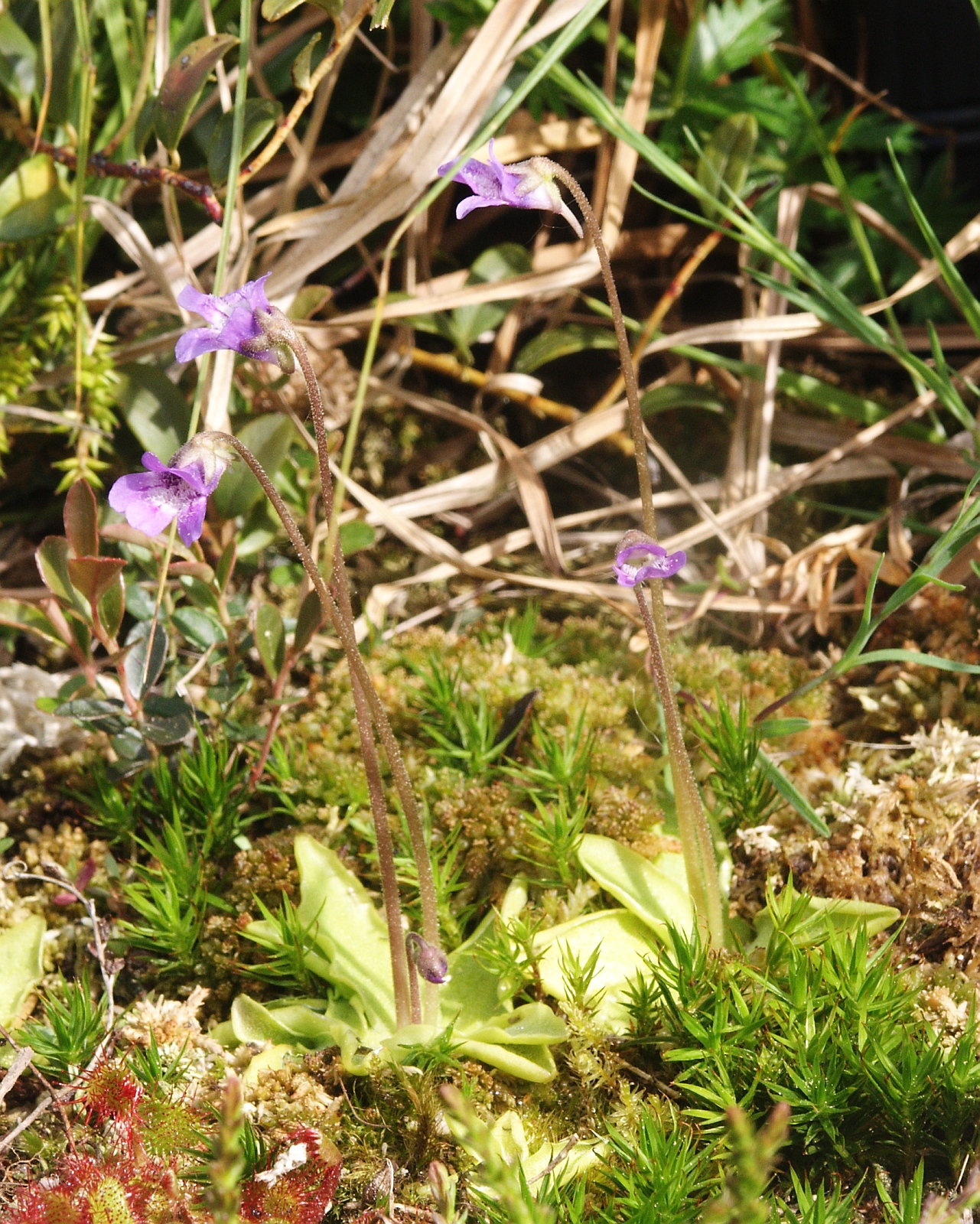
Virágzó növény
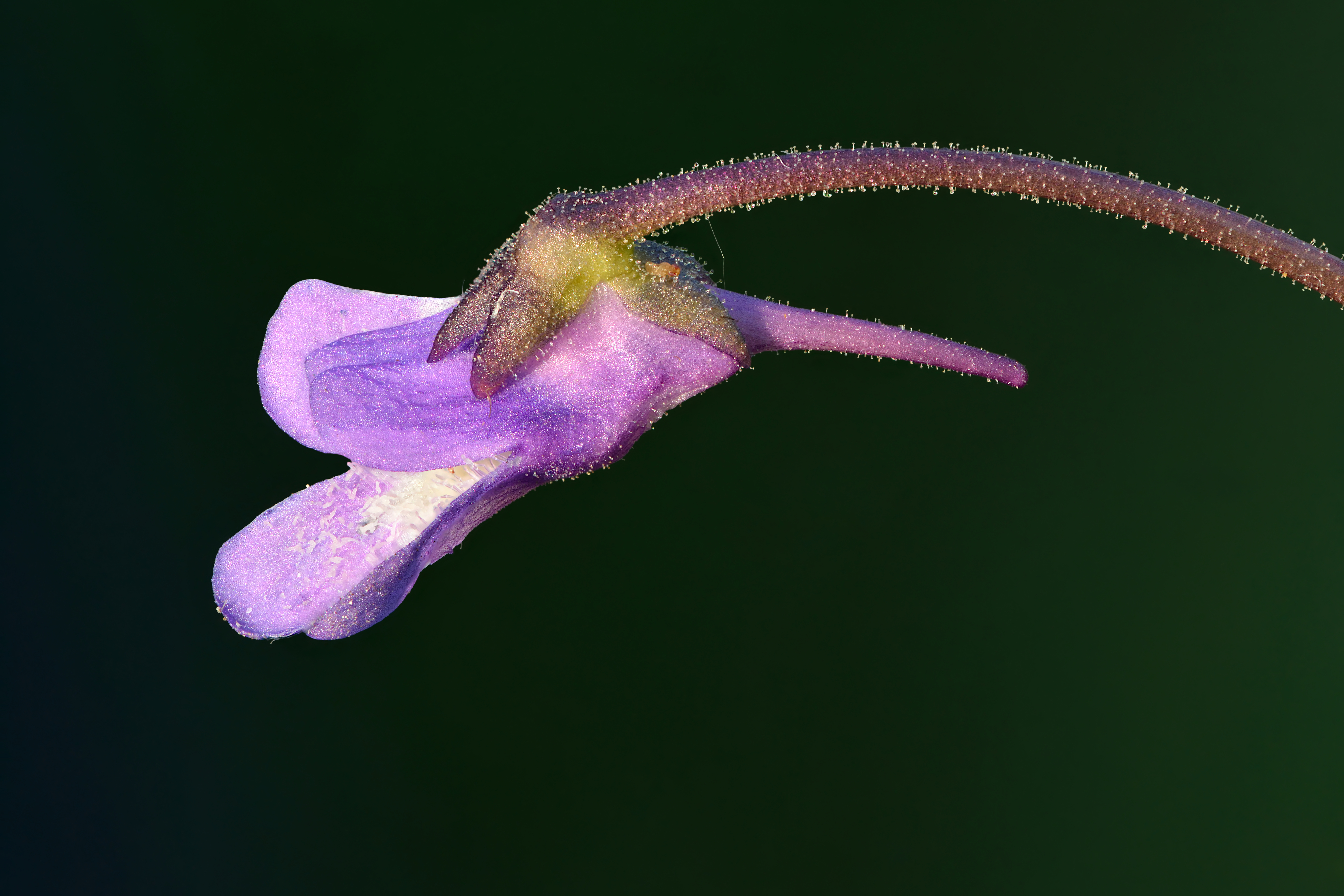
Virága
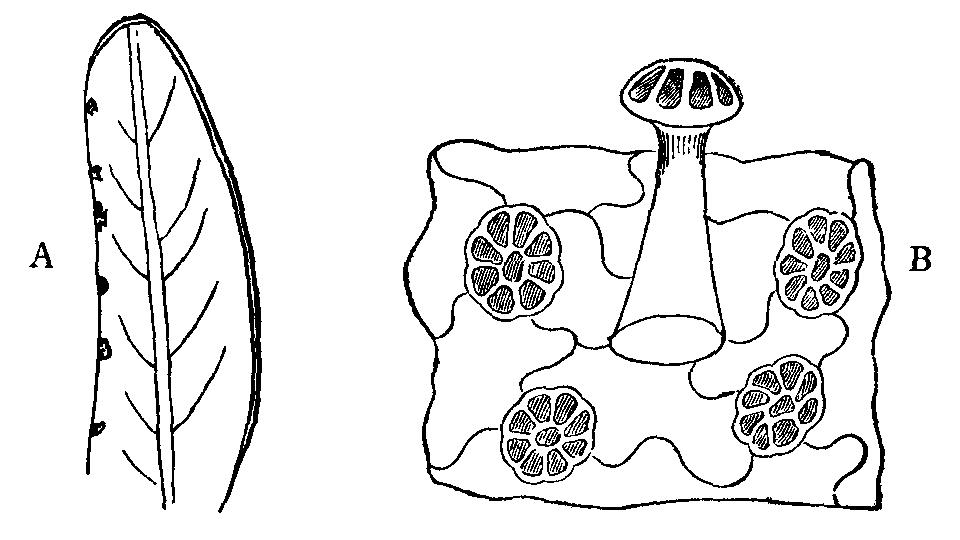
Nyeles és ülőmirigyek a levélen
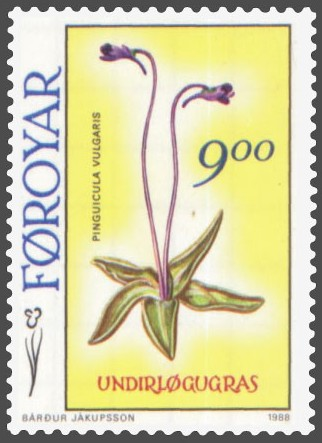
Lápi hízóka feröeri bélyegen